# Machairodontini
Tribu
Genres de rang inférieur
- †Machairodus
- †Miomachairodus
- †Hemimachairodus

Les Machairodontini forment une tribu fossile de machairodontinés, qui vivaient en Europe, Asie, Afrique et en Amérique du Nord, vers la fin du Miocène au milieu Pléistocène.

## Description
le nom de la tribu signifie « dents de couteau », ce qui décrit parfaitement les espèces qui composent les Machairodontini. Ces prédateurs sont liés aux chats existants, les Felinae, et partagent un ancêtre commun dans la famille des felidés. Les Machairodontini étaient donc des félins à dents de sabre de taille moyenne à grande, qui auraient atteint une taille comparable à celle des lions  d'aujourd'hui pouvant atteindre un poids de plus de 250 kg Ce taxon est également parfois classé dans la catégorie des Homotherini et comprend des genres tels que Machairodus, Hemimachairodus et Miomachairodus. Ils ont d'abord été caractérisés par leurs canines en formes de cimeterres dans la mâchoire supérieure. Cela signifie que les canines sont plus courtes et grossièrement dentelées, avec un aplatissement vertical,. Bien que les canines supérieures soient plus courtes que d'autres félins plus célèbres à dents de sabre telles que Smilodon, elles sont encore anormalement longues par rapport au reste des dents de la mandibule. Il existe également un espace séparant les canines et les prémolaires appelé diastème. La partie inférieure de la mâchoire contient de petites incisives alignées avec une grande canine inférieure. Ces canines ne sont pas aussi grandes que les canines supérieures. Il existe également un diastème entre les canines et les prémolaires de la mâchoire inférieure.

## Classification
| Genre                                | Espèces                                                                                                 | Image |
| ------------------------------------ | --- | ----- |
| †Hemimachairodus Koenigswald, 1974   | †H. zwierzyckii                                                                                         |       |
| †Machairodus Kaup, 1833              | - †M. alberdiae - †M. aphanistus - †M. horribilis - †M. laskerevi - †M. pseudaeluroides - †M. robinsoni |       |
| †Miomachairodus Schmidt-Kittler 1976 | †M. pseudaeluroides                                                                                     |       |

## Phylogénie
Les relations phylogénétiques de Machairodontini sont présentées dans le cladogramme suivant,,,,:
| †Machairodus     | \| \| †Machairodus alberdiae \| \| \| \| \| \| †Machairodus aphanistus \| \| \| \| \| \| †Machairodus horribilis \| \| \| \| \| \| †Machairodus laskerevi \| \| \| \| \| \| †Machairodus pseudaeluroides \| \| \| \| \| \| †Machairodus robinsoni \| \| \| \| |
|                  | \| \| †Machairodus alberdiae \| \| \| \| \| \| †Machairodus aphanistus \| \| \| \| \| \| †Machairodus horribilis \| \| \| \| \| \| †Machairodus laskerevi \| \| \| \| \| \| †Machairodus pseudaeluroides \| \| \| \| \| \| †Machairodus robinsoni \| \| \| \| |
| †Miomachairodus  | †Miomachairodus pseudaeluroides |
|                  | †Miomachairodus pseudaeluroides |
| †Hemimachairodus | †Hemimachairodus zwierzyckii |
|                  | †Hemimachairodus zwierzyckii |
|                  | †Machairodus alberdiae |
|                  | |
|                  | †Machairodus aphanistus |
|                  | |
|                  | †Machairodus horribilis |
|                  | |
|                  | †Machairodus laskerevi |
|                  | |
|                  | †Machairodus pseudaeluroides |
|                  | |
|                  | †Machairodus robinsoni |
|                  | |

|  | †Machairodus alberdiae       |
|  |                              |
|  | †Machairodus aphanistus      |
|  |                              |
|  | †Machairodus horribilis      |
|  |                              |
|  | †Machairodus laskerevi       |
|  |                              |
|  | †Machairodus pseudaeluroides |
|  |                              |
|  | †Machairodus robinsoni       |
|  |                              |